# Askia Jones
Askia Rahman Jones (Filadèlfia, Pennsilvània, 3 de desembre de 1971) és un exjugador de bàsquet americà nacionalitzat veneçolà. Amb 1,96 metres d'estatura, jugava a la posició d'escorta. És fill del també exjugador Wali Jones.

## Carrera esportiva
Va jugar durant quatre temporades amb els Cats de la Universitat Estatal de Kansas. Després de no ser elegit en el Draft de l'NBA del 1994, va fitxar com a agent lliure pels Minnesota Timberwolves, amb els quals va disputar 11 partits. Va jugar posteriorment en lligues menors del seu país, així com a la portuguesa, a la indonèsia o a la brasilera. L'any 1995 va tenir el seu primer contacte amb la lliga veneçolana, jugant amb el "Guaiqueríes Margarita". El mes d'octubre de 1999 va fitxar pel Joventut de Badalona de la lliga ACB, substituint l'accidentat Serguei Babkov, amb una mitjana 14,7 punts i 3,8 rebots per partit. L'any següent va fitxar pel Club Baloncesto Villa Los Barrios de la Lliga LEB Or, on va entrar per Steve Turner, però va ser substituït després d'un únic partit per Oleg Lebedev. Després de jugar una temporada a les Filipines, va acabar la carrera jugant vuit temporades en diferents equips veneçolans.

### Selecció nacional
Després de nacionalitzar-se veneçolà, va jugar amb la selecció d'aquest país el Campionat FIBA Amèriques de 2005, on van guanyar la medalla de bronze. Jones va fer una mitjana de 4,3 punts per partit.